# Romulea bulbocodium
Romulea bulbocodium là một loài thực vật có hoa trong họ Diên vĩ. Loài này được (L.) Sebast. & Mauri miêu tả khoa học đầu tiên năm 1818.